# Ел Греко
Доминикос Теотокопулос (на средногръцки: Δομήνικος Θεοτοκόπουλος), по известен като Ел Греко (на испански: El Greco), тоест Гръка, е виден испански ренесансов художник от гръцки произход.

## Биография
Роден е през 1541 година в планинското селце Фоделе, на остров Крит (по това време наричан Кандия), част от Венецианската република.
Първоначалното образование на художника включва иконопис, древногръцки език и латински език. Смята се, че е бил кръстен в православната вяра, въпреки влиянието върху творчеството му да е предимно от романокатолическа Испания и неговото признание в завещанието му, че счита себе си за ревностен католик.
На 26 години (1568 г.) заминава за Венеция да учи. През 1570 г. пътува за Рим, където отваря свое ателие, там обогатява стила си с елементи на Маниеризма и венецианския Ренесанс. По времето, когато Ел Греко пристига в Рим, Микеланджело и Рафаел са вече мъртви, но тяхното въздействие върху младите таланти продължава да е ненадминато. Все пак Ел Греко се опитва да наложи свой индивидуален стил и дори критикува изображенията на Микеланджело в Сикстинската капела, макар че по мнение на критиците той се е учел в стила си предимно от него. Заради своите крайни изказвания Ел Греко предизвиква враждебност към себе си, някои от най-изтъкнатите интелектуалци и е принуден да напусне Рим.
През 1577 г. заминава за Мадрид, а после – за град Толедо (по това време – считан за религиозна столица на Испания), където се установява и работи и живее до края на живота си. Там живее с Жеронима де лас Куевас, без да се жени за нея, от която има син Хорхе Мануел (р. 1578). На 18 май 1586 г. Ел Греко подписва договор за създаване на картината „Погребението на граф Оргас“.
Годините 1597 – 1607, когато Ел Греко живее и работи в Толедо, се оказват най-плодоносните в кариерата му. Той получава няколко големи поръчки за ателието си, където работи със своя помощник – италианския художник Франсиско Пребосте. Между тях са изографисването на олтара на параклиса „Сан Хосе“ в Толедо, три картини за Августинския манастир в Мадрид и олтар за „Болницата на благотворителността“ в Илескас.
През 1608 г. художникът получава последната си голяма поръчка за болницата „Свети Йоан Кръстител“ в Толедо. По време на отпадането на поръчката за болница „Тавера“ Ел Греко се разболява сериозно, прави сина си наследник на неговата воля и на 7 април 1614 г. умира. Погребан е в църквата „Санто Доминго ел Антигуа“.

## Влияние
Според учените, индивидуализмът на Ел Греко прави трудно причисляването му към която и да е конвенционална художествена школа. Неговият стил се характеризира със сливане на византийската традиция със западната цивилизация. Характерно за него е веруюто, че цветът има по-голямо значение от формата, както и светлината, и че драматизмът, с който са наситени работите му, е по-важен от описанието. Той е смятан и за предшественик на кубизма и експресионизма. Стилът му оказва голямо влияние върху художници като Йожен Дьолакроа, Едуар Мане и Пол Сезан, а по-късно – и върху Джаксън Полък. Вдъхновява литератори, като Никос Казандзакис и Райнер Мария Рилке.

## Галерия
- Погребението на граф Оргас (1586 – 1588 г.) Църквата „Сан Томе“, Толедо
- Есполио (Сваляне и разпятие на Христа) (ок. 1577 – 1579 г.) Катедралата, Толедо
- Есполио (фрагмент)
- Лаокоон(ок. 1608 – 1614 г.) Национална галерия, Вашингтон
- Лаокоон (фрагмент)
- Лаокоон (фрагмент)
- Възкресение Христово (1595 – 1600 г.) Музей „Прадо“, Мадрид
- Петдесетница	(ок. 1604 – 1614 г.) Музей „Прадо“, Мадрид
- Автопортрет(ок. 1604 г.) Музей Метрополитън, Ню Йорк
- Портрет на аристократ с ръка положена на гърдите(ок. 1583 – 1585 г.) Музей „Прадо“, Мадрид
- Херонимо де Севалос (ок. 1610 г.) Музей „Прадо“, Мардид.
- Олтар (ок. 1577 – 1579 г.) Музей „Прадо“, Мадрид. Най-горе се намира картината Светата троица, под нея Възнасяне на богоизбраните, долу вляво Св. Йоан Кръстител, долу вдясно Св. Йоан Евангелист
- Изгонването на търговците от храма  (ок. 1571 – 1576 г.) Минеаполис, Институт по изкуствата
- Изгонването на търговците от храма (ок. 1600 – 1605 г.) Национална галерия, Лондон
- Изгонването на търговците от храма (ок. 1610 г.) Църква „San Ginés“ Мадрид.